# Rödlätt lövmätare
Rödlätt lövmätare, Scopula rubiginata, är en fjärilsart som beskrevs av Johann Siegfried Hufnagel 1767. Rödlätt lövmätare ingår i släktet Scopula och familjen mätare, Geometridae. Enligt den finländska rödlistan är arten sårbar, VU, i Finland. Enligt den svenska rödlistan är arten nära hotad, NT, i Sverige. Arten förekommer tämligen sällsynt från Skåne till Södermanland, inklusive Öland och Gotland. Artens livsmiljö är torra och karga åsmoar. En underart finns listad i Catalogue of Life, Scopula rubiginata ochraceata Staudinger, 1901.

## Bildgalleri

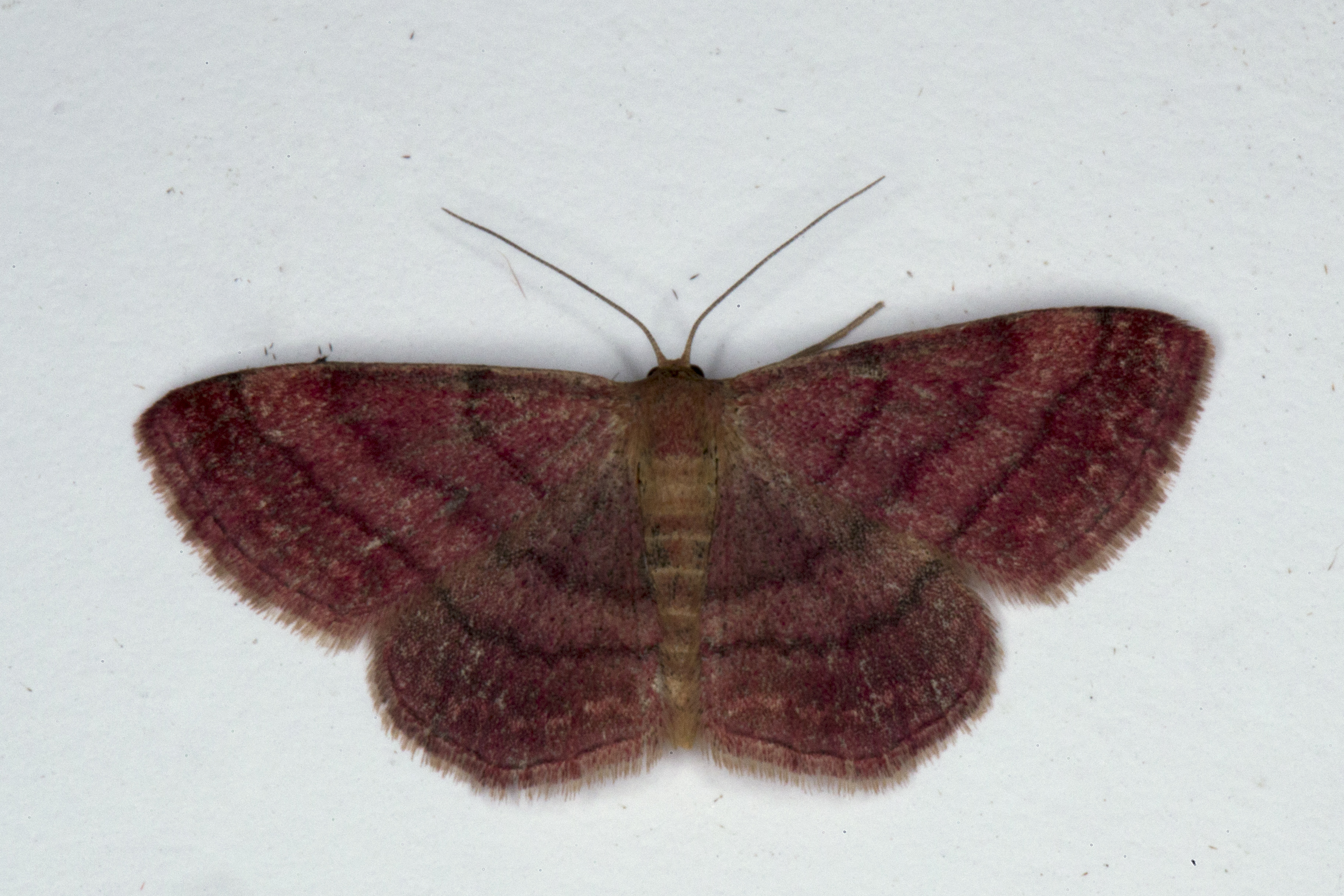
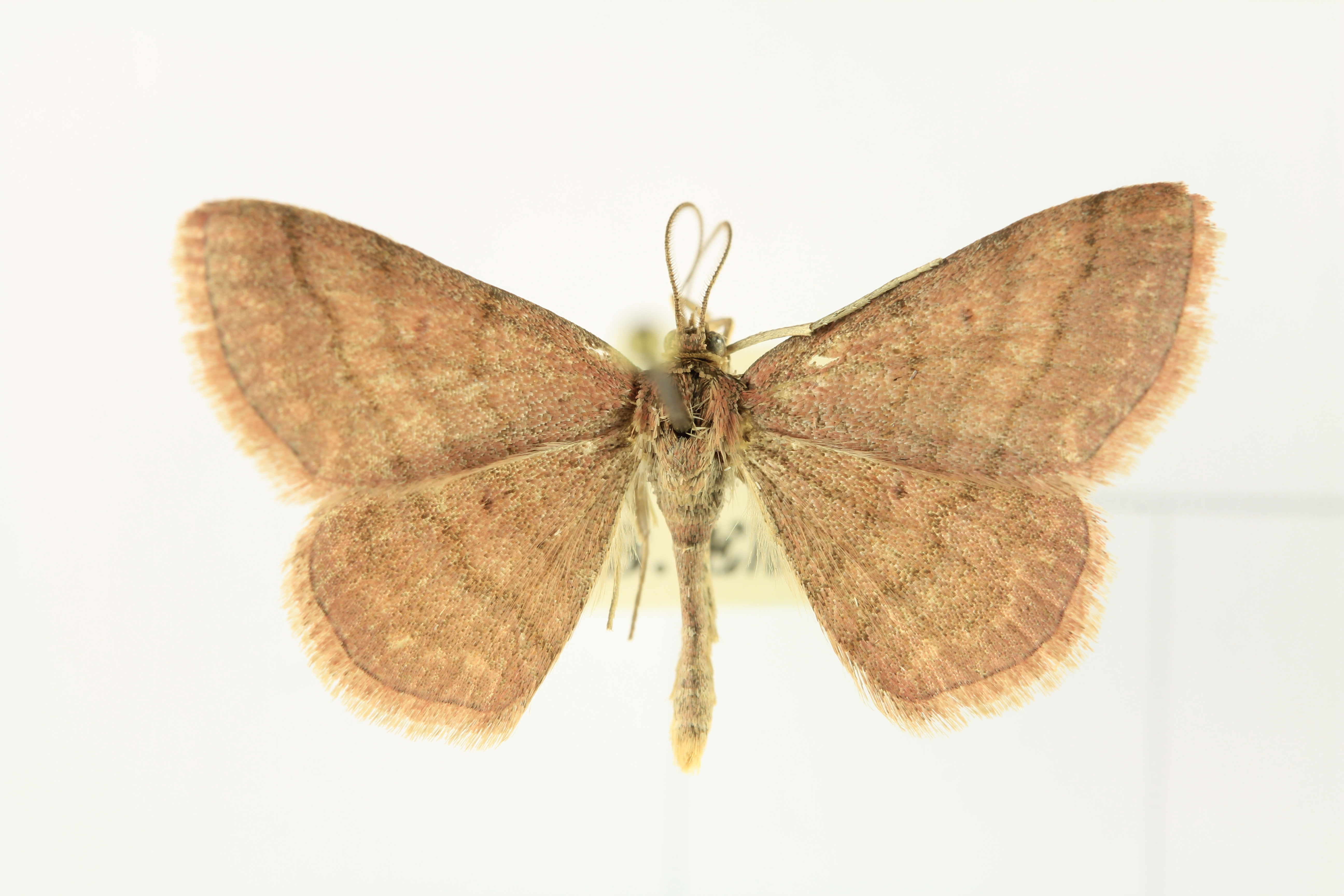
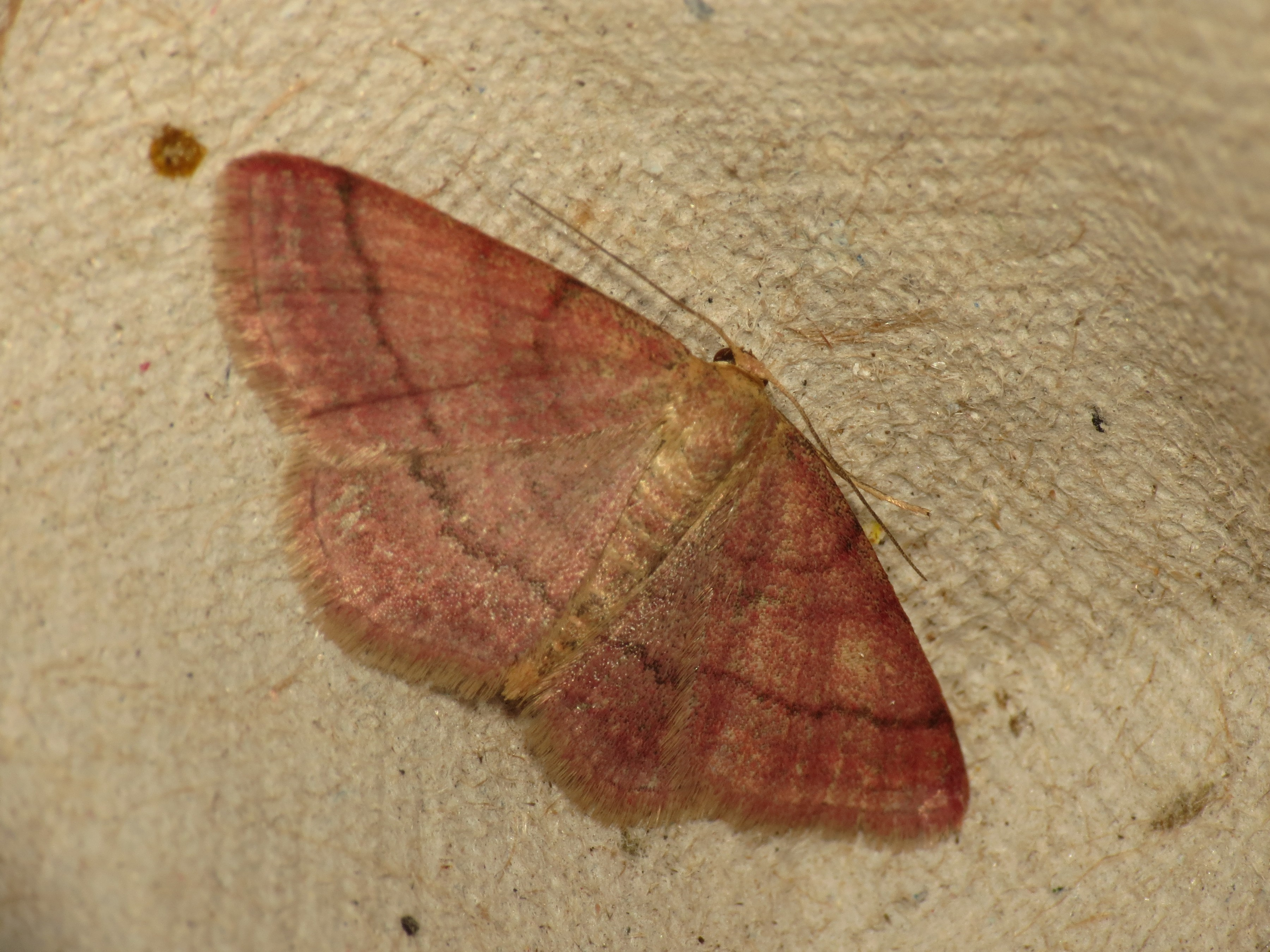